# 神户市博物馆威胁案件
神户市博物馆威胁案件是在日本提出的反华案件是一起在日本发生的反华事件。

## 事情
2013年2月至4月，将在兵库县神户市的博物馆举办中国王朝珍品展。一名来自日本政治团体的男子呼吁永久推迟展览。当时，由于尖閣群島问题，中日关系正在恶化。原因是现在是时候变得更糟了。如果我不能无限期推迟，我会在这个城市抗议。我在这个城市抗议，因为我没有无限期地推迟。它也用35辆汽车完成了10次。警方于4月10日将该男子逮捕。
2013年11月11日，神户地方裁判所对这名男子进行了裁决，判处三年缓刑，一年徒刑。